# Huysburg
Huysburg este o mănăstire benedictină din Germania. În a doua jumătate a secolului al XX-lea, după trasarea Cortinei de Fier, a fost singura mănăstire benedictină din fosta RDG.

## Istoric

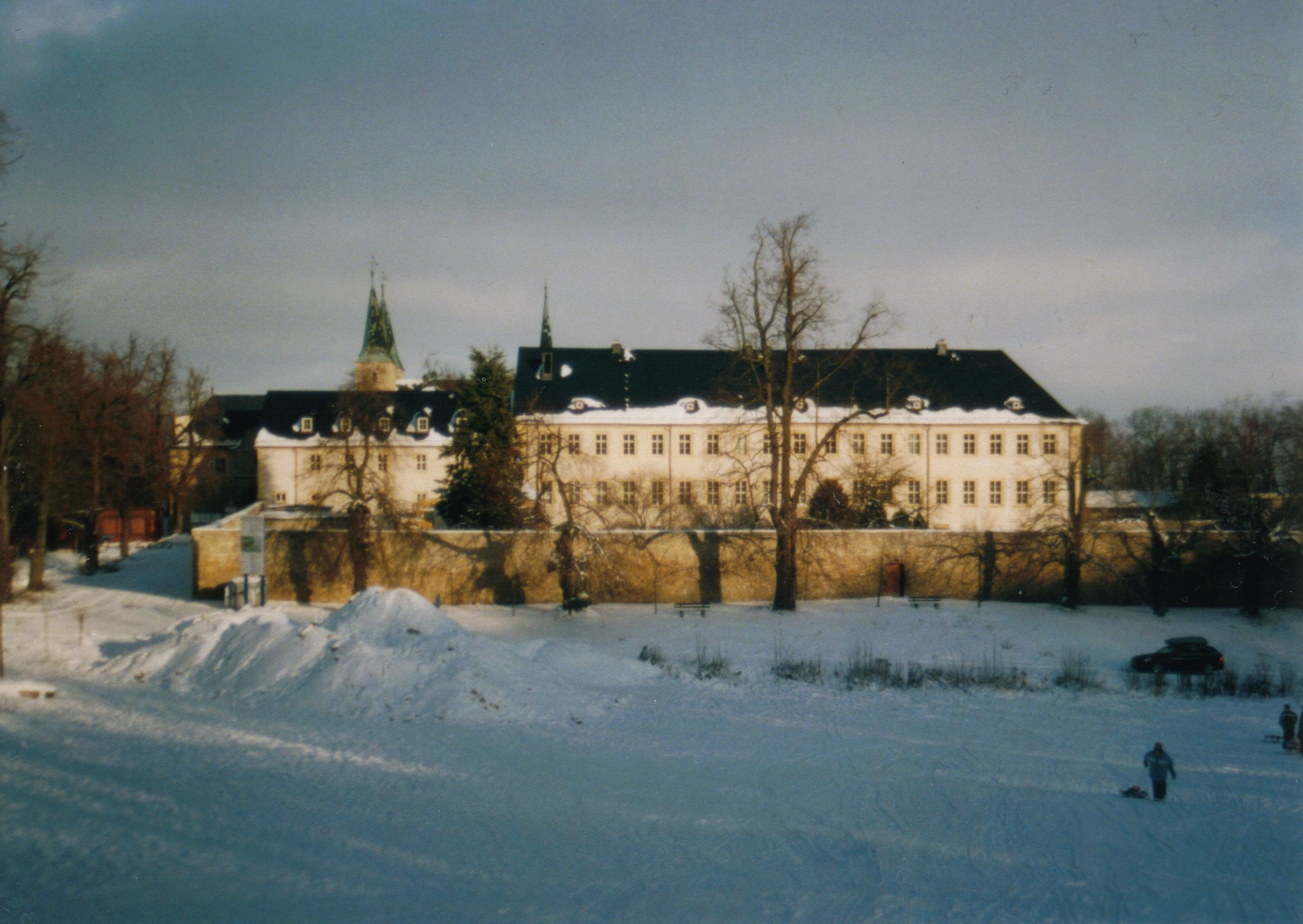
Mănăstirea pe timp de iarnă

Descoperiri de ceramică efectuate pe dealul mănăstirii actuale atestă urme de locuire din epoca bronzului. După victoria lui Carol cel Mare asupra saxonilor a fost construită pe dealul Huy o fortificație militară în jurul anului 780. Scopul acesteia era asigurarea regiunii față de incursiunile slave.
După întărirea orașului Magdeburg în timpul lui Otto cel Mare fortificația  Huysburg și-a pierdut importanța strategică. Împăratul Otto al III-lea a donat la 20 aprilie 997 mai multe posesiuni către episcopul Arnulf de Halberstadt, între care și dealul Huy. Aceasta este prima atestare documentară a toponimului Huy.
Episcopul Burchard I de Halberstadt a ridicat în fortificația cu câteva gospodării de pe dealul respectiv o capelă, care a fost consacrată în anul 1058. 
Episcopul Burchard al II-lea de Halberstadt, numit și Buko, a acordat în 1070 unor femei permisiunea de a se așeza ca eremite în jurul capelei respective. Primele au fost eremitele Bia (Pia) și Ida din Quedlinburg, respectiv Adelheid din Gandersheim. Aceasta din urmă plecase din nemulțumire față de depravarea moravurilor mănăstirești din Gandersheim în anul 1076, pentru a contribui la dezvoltarea unei obști mai conștiincioase pe dealul Huy. Comunitatea monahală de pe Huysburg era alcătuită în 1070 din călugării Thizelin și Mainzo (Meinhold) veniți de la Mănăstirea din Deal de lângă Magdeburg.
Episcopul Burchard al II-lea a încredințat canonicului Ekkehard conducerea capelei Huysburg și a micii comunități monahale. La 24 decembrie 1080 Ekkehard a fost desemnat stareț al mănăstirii. La 21 iunie 1081 episcopul de Halberstadt l-a consacrat abate. El a fost primul abba al mănăstirii. A demisionat din funcție la 18 august 1083 și a murit pe 28 iunie 1084.

## Biserica mănăstirii

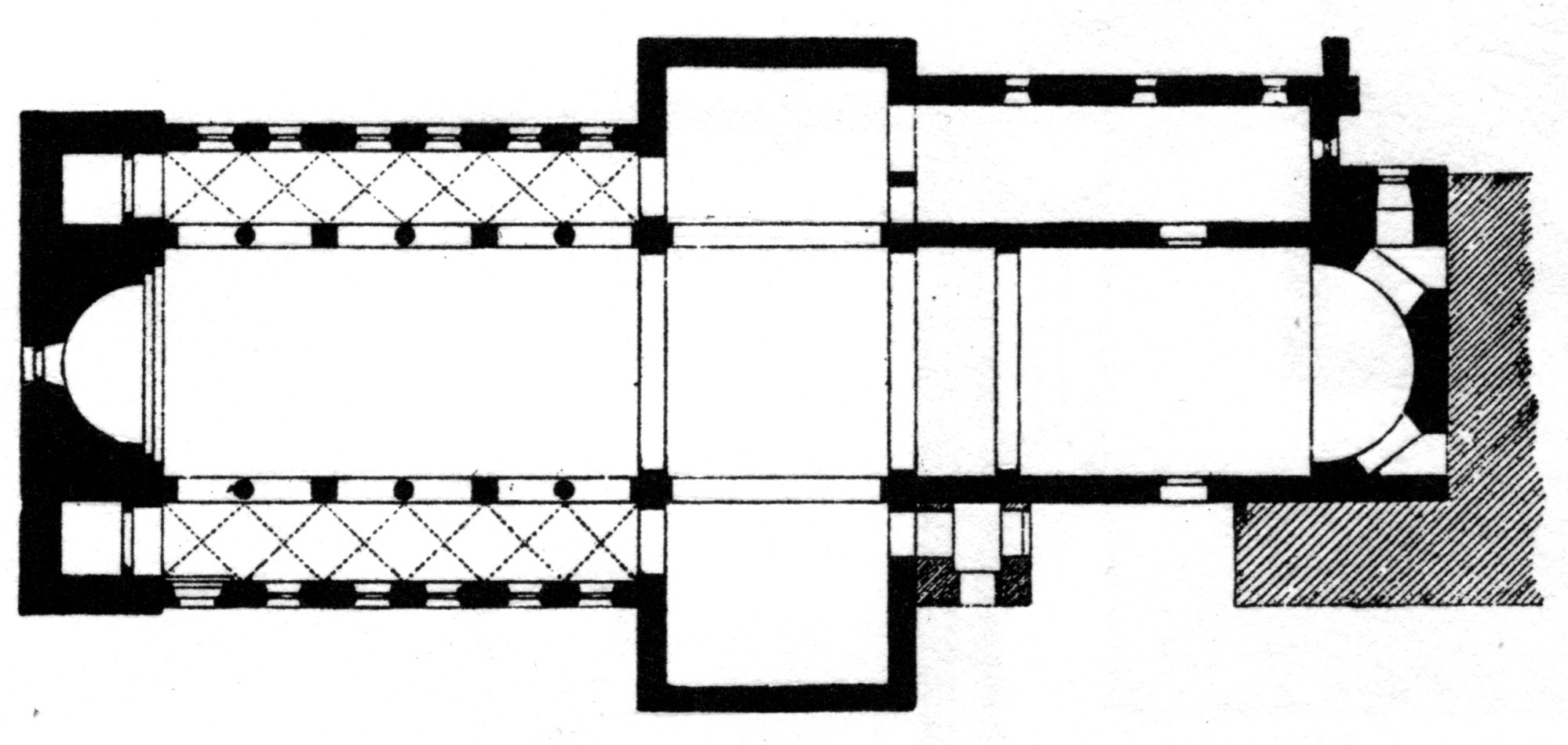
Planul edificiului